# Корземан, Геррет
Геррет Корземан (нем. Gerret Korsemann; 8 июня 1895, Небель, Германская империя — 16 июля 1958, Мюнхен, ФРГ) — группенфюрер СС, генерал-лейтенант полиции, руководитель СС и полиции в Ровно.

## Биография
Геррет Корземан родился 8 июня 1895 года. Участвовал в Первой мировой войне, в 1914 году был награждён Железным крестом 2-го и 1-го класса, а в 1918 году — чёрным нагрудным знаком «За ранение». После окончания войны принадлежал к добровольческому корпусу «Гродно». С 1921 по 1923 год проживал в Прибалтике. В 1922 году женился на датчанке, в браке родилось двое детей. 26 ноября 1926 года вступил в НСДАП (билет № 47735) и Штурмовые отряды (СА). Затем служил в полиции и с 1937 года был капитаном охранной полиции в министерстве внутренних дел в Берлине. В 1938 году произведен в майоры, а в 1939 году — в подполковники. 30 января 1939 года был зачислен в СС (№ 314170) и получил звание оберфюрера.
В 1940 году возглавил полицию порядка в Люблине. В августе 1941 года стал бригадефюрером СС и генерал-майором полиции, а с 1 сентября того же года был ответственным за территорию Кавказа. Один из организаторов массовых расстрелов 17 000 евреев в Ровно, где с 1 августа 1941 по 1 января 1942 года занимал должность руководителя СС и полиции. В 1942 году был ответственен за уничтожение примерно 12 000 евреев в Харькове. Также считается причастным к расстрелам 33 000 киевских евреев в Бабьем Яру. В июле 1942 года был повышен до группенфюрера СС и генерал-лейтенанта полиции. В середине 1942 года был назначен руководителем СС и полиции на Кавказе («Ростов-Андреевка»). После отступления войск вермахта с Кавказа был заместителем высшего руководителя СС и полиции «Россия-Центр» в Могилёве. Летом 1943 года был обвинен в трусости при отступлении с Кавказа. Корземан обратился к фельдмаршалу Эвальду фон Клейсту с просьбой об отставке. Гиммлер, узнав об этом, разжаловал Корземана и отправил на фронт. До конца войны в звании гауптштурмфюрера СС командовал третьей ротой 3-й дивизии СС «Мёртвая голова».
После окончания войны был арестован и экстрадирован в Польшу. В 1947 году польский суд приговорил его к 18 месяцам тюрьмы. В 1949 году был освобождён и в дальнейшем спокойно жил в ФРГ.